# Josep Coll i Vehí
Josep Coll i Vehí (spanska: José Coll y Vehí), född den 4 augusti 1828 i Barcelona, död den 29 december 1876 i Gerona, var en spansk (katalansk) humanist och novellförfattare.
Coll i Vehí var professor i retorik växelvis i Barcelona och Madrid. Hans främsta arbeten, som alla utmärks av grundlighet, omsikt och en förträfflig språkbehandling, är: Elementos de la literatura latina (1846), Diálogos literarios, Retórica y poética, Modelos de poesia castellana, La satira provenzal, Elementos de literatura (1856), Arte métrica latina y castellana samt Cuentos, leyendas y baladas. Coll i Vehí utgav även djupgående kommentarer till Don Quijote.